# Corrado Maria Deodato Moncada
Corrado Maria Deodato Moncada (o de Moncada) (Noto, 5 gennaio 1736 – Catania, 23 ottobre 1813) è stato un vescovo cattolico italiano.
Di nobile famiglia siciliana, nacque a Noto da Carlo Deodato barone di Burgio e Girolama Moncada dei principi di Calvaruso. Fu vescovo di Catania per quarant'anni, dal 1773 al 1813.

## Genealogia episcopale e successione apostolica
La genealogia episcopale è:
- Cardinale Scipione Rebiba
- Cardinale Giulio Antonio Santori
- Cardinale Girolamo Bernerio, O.P.
- Arcivescovo Galeazzo Sanvitale
- Cardinale Ludovico Ludovisi
- Cardinale Luigi Caetani
- Cardinale Ulderico Carpegna
- Cardinale Paluzzo Paluzzi Altieri degli Albertoni
- Papa Benedetto XIII
- Papa Benedetto XIV
- Papa Clemente XIII
- Cardinale Enrico Benedetto Stuart
- Vescovo Corrado Maria Deodato Moncada

La successione apostolica è:
- Vescovo Antonio Maria Trigona (1806)